# Список православних храмів Луганська

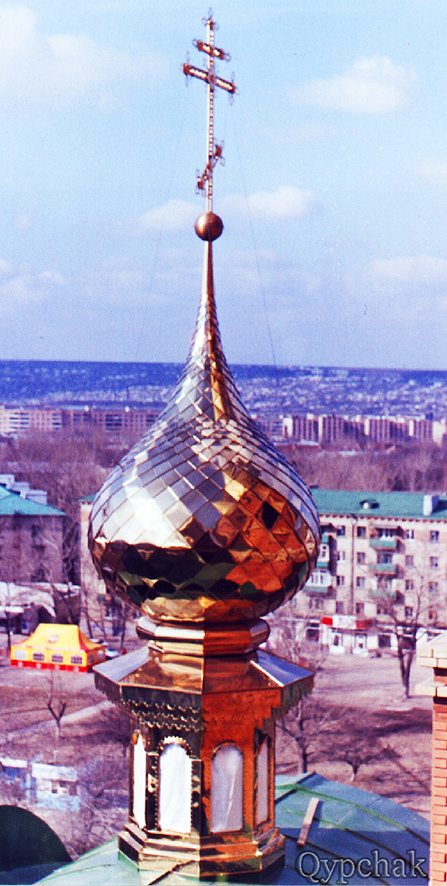
Маківка Володимирського собору

Спи́сок правосла́вних хра́мів Луга́нська включає основні церкви Луганська та його околиць (Олександрівськ, Щастя, Ювілейне). 
Храми, зведені у XVIII — XIX ст., за винятком Вознесенської церкви в Олександрівську, не збереглись. У 20-30 роках ХХ ст. більшовики зруйнували Воскресенську, Георгіївську, Казанську, Миколаївську, Преображенську, Троїцьку, Успенську церкви і Троїцький монастир. Дві церковні споруди — Петропавлівська  в Камброді та Катерининська в Щасті — датуються початком ХХ ст. Одна божниця — Миколо-Преображенський храм в Гусинівці — збудована в середині століття, решта з'явилась у добу незалежності України.
Протягом ХХ ст. православні громади, часто під тиском комуністичного керівництва, змінювали свою юрисдикційну приналежність. У 1917-1940 рр. у Луганську поширювалась церковна влада РПЦ, УПЦ МП, УСЄЦ та УСЦ. Після Другої світової війни парафії підпорядковувались РПЦ. З 90-х рр. переважна більшість сакральних споруд належить парафіям Луганської єпархії УПЦ МП, лише чотири перебувають в юрисдикції Луганської єпархії УПЦ КП.
Окрім храмів у Луганську постали каплички: біля УМВС в Луганській області на вул. Луначарського,  на території ЛДУВС, пожежної частині № 1, податкової адміністрації, у кв. Комарова, на пл. Героїв ВВВ тощо.

## Храми у Луганську
Легенда:
| №      | Назва об'єкта та церковна юрисдикція                                                                      | Час заснування та місце розташування | Опис | Зображення |
| ------ | --- | --- | --- | ---------- |
| 1      | Троїцький чоловічій монастир (УПЦ МП, ІПЦ)                                                                | 1912, вул. Садова (К. Лібкнехта) 48°34′52″ пн. ш. 39°17′34″ сх. д. / 48.581148° пн. ш. 39.292757° сх. д.                                    | На території монастиря були розташовані келії, кузня, столярня, шевська, кравецька й свічна майстерня. Обителі належало 29 десятин землі. Будівельні роботи перервала Перша світова війна. Ченці пішли на фронт братами милосердя. 5 червня 1923 р. монастир закрили на підставі постанови президії Луганського окружного виконкому від 21 травня 1923 р. Монастирську церкву передбачалося пристосувати під клуб міліції. Ігумен обителі Рафаїл Рудь приєднався до Істинно-православної церкви. |            |
| 2      | Андріївська церква (УПЦ МП)                                                                               | 2007, кв. Мирний 48°31′27″ пн. ш. 39°15′34″ сх. д. / 48.524137° пн. ш. 39.259365° сх. д.                                                    | Парафія заснована 2007 р. На кошти місцевого підприємця, який отримав церковний сан, зведена кам'яна споруда |            |
| 3      | Благовіщенська церква (УПЦ МП)                                                                            | 1996, район автовокзалу 48°32′47″ пн. ш. 39°20′04″ сх. д. / 48.546387° пн. ш. 39.334348° сх. д.                                             | Перша літургія була відправлена 1996 р. |            |
| 4      | Вознесенський молитовний будинок у Малій Вергунці (УПЦ МП)                                                | 1913, Мала Вергунка 48°35′14″ пн. ш. 39°23′20″ сх. д. / 48.587212° пн. ш. 39.388939° сх. д.                                                 | 1913 р. розпочато спорудження кам'яної церкви, яке було припинено у зв'язку з різким зростанням цін у роки Першої світової війни. Для молитовних цілей віряни поставили невеликий дерев'яний будинок. 29 грудня 1934 р. президія міськради ухвалила рішення закрити Вознесенську церкву й обладнати її під кіноклуб. Парафію відновили у жовтні 1942 р. 1948 р. влада вилучила церковне приміщення. Громада придбала іншу споруду. 14 вересня 1961 р. парафію зняли з реєстрації. Будівлю молитовного будинку обладнали під крамницю. 1997 р. віряни відродили парафію біля Маловергунського цвинтаря. |            |
| 5      | Володимирський храм (кафедральний собор Луганської єпархії УПЦ МП)                                        | 1992, майдан Горького 48°33′51″ пн. ш. 39°21′03″ сх. д. / 48.564269° пн. ш. 39.350903° сх. д.                                               | Перші богослужіння відправлялися в обладнаному під молитовню будівельному вагончику з 1992 р. 9 квітня 1993 р. предстоятель УПЦ митрополит Київський і всієї України Володимир Сабодан освятив місце зведення собору. 1999 президент України Л. Кучма заклав у стіну першу цеглину. 19 березня 2006 р. митрополит Володимир Сабодан взяв участь у церемонії освячення собору. В адміністративному будинку Володимирського собору розташована церква Св. Великомучениці Катерини. Престол великомучениці Катерини освятив архієпископ Іоанникій 7 грудня 1997 р. |            |
| 6      | Воскресенська церква (УПЦ МП, УСЄЦ)                                                                       | 1905, міський цвинтар (сквер Молодої гвардії) 48°34′18″ пн. ш. 39°18′13″ сх. д. / 48.571652° пн. ш. 39.303546° сх. д.                       | Кам'яна церква збудована 1905 р. на кошти купця Ф. Подкопаєва. З 1927 р. віряни підпорядковувалися Українській соборно-єпископській церкві. Храм виконував функції кафедрального собору Луганської єпархії, в якому служили архієреї архієпископ Августин Вербицький і митрополит Феофіл Булдовський. 4 жовтня 1935 р. Президія ВУЦВК ухвалила рішення про закриття Воскресенської церкви. Будівлю храму передбачалося пристосувати під клуб заводу ім. Артема, але згодом її зруйнували. На місці колишнього храму розташована обласна телерадіокомпанія, а на території цвинтаря — сквер Молодої Гвардії. |            |
| 7      | Церква Всіх Святих (УПЦ МП)                                                                               | 2010, сквер 9-го Травня 48°33′34″ пн. ш. 39°16′04″ сх. д. / 48.559398° пн. ш. 39.267669° сх. д.                                             | У зв'язку з активізацією у сел. Безумному баптистів, єпархіальне управління ухвалило рішення звести у цьому районі православний храм, щоб проводити «антисектанську» роботу. |            |
| 8      | Георгіївська церква у Великій Вергунці (УПЦ МП)                                                           | Середина XVIII ст., Велика Вергунка 48°36′30″ пн. ш. 39°22′38″ сх. д. / 48.608215° пн. ш. 39.377240° сх. д.                                 | 1773 р. церква згоріла. 1778 р. церковну будівлю повністю відновили. 1875 р. спорудили новий храм. 28 лютого 1935 р. президія міськради ухвалила рішення церкву закрити. Храм зруйнували наприкінці 30-х рр. Парафію відродили |            |
| 9      | Церква в ім'я святих мучеників і сповідників Гурія, Самона й Авіва або «Усіх скорботних Рідасть» (УПЦ МП) | 1995, сквер Дружби (на території колишнього Гусинівського цвинтаря) 48°34′05″ пн. ш. 39°19′13″ сх. д. / 48.567946° пн. ш. 39.320197° сх. д. | Дерев'яна церква була споруджена на пожертвування прихожан. Перше богослужіння відбулося на Великдень 27 квітня 1998 р. |            |
| 10     | Церква в ім'я Великомученика Дмитра Солунського (УПЦ МП)                                                  | 1994, вул. Павлівська, 60. 48°32′30″ пн. ш. 39°16′15″ сх. д. / 48.541586° пн. ш. 39.270909° сх. д.                                          | Місце для будівництва храму було освячено в жовтні 1994 р. Богослужіння спочатку правилися у приватному будинку. 1997 р. звели кам'яний храм. |            |
| 11     | Церква в ім'я Іоанна Златоуста (УПЦ МП)                                                                   | 1995, район Східного базару 48°34′11″ пн. ш. 39°23′20″ сх. д. / 48.569664° пн. ш. 39.388958° сх. д.                                         | Кам'яна церква збудована біля Східного базару Жовтневого району. Перше богослужіння було відправлене у червні 1995 р. |            |
| 12     | Казанська церква (УПЦ МП, УСЦ, УПЦ МП)                                                                    | 1864, вул. Казанська 48°34′30″ пн. ш. 39°17′45″ сх. д. / 48.575116° пн. ш. 39.295725° сх. д.                                                | Кам'яна церква з трьома престолами споруджена 1864 р. на кошти парафіян. Дзвіниця збудована 1910 р. У лютому 1926 р. віряни перейшли в юрисдикцію Української синодальної церкви. 4 жовтня 1935 р. Президія ВУЦВК закрила храм. 6 листопада з бань Казанської церкви були зняті хрести й установлені червоні прапори. Церковну будівлю передбачалося передати Будинку оборони. Однак у наступні роки собор висадили в повітря. У серпні 1942 р. управління благочинницького округу Української православної церкви відновило Казанський приход. На початку вересня 1961 р. громада була знята з реєстрації «як така, що припинила свою діяльність». Влада знесла цей будинок. Парафія відродилася на рубежі 1980–1990-х рр. і була зареєстрована 24 січня 1991 р.                          |            |
| 13     | Касперівська церква (УПЦ МП)                                                                              | сел. Тельмана 48°30′24″ пн. ш. 39°17′53″ сх. д. / 48.506540° пн. ш. 39.298096° сх. д.                                                       | Ведуться будівельні роботи із зведення храму на честь ікони Божої Матері «Касперівська». Відправи проводяться у тимчасово пристосованому молитовному будинку. |            |
| 14     | Молитовний будинок в ім'я Ксенії Петербурзької (УПЦ МП)                                                   | 2000, вул. 30 років Перемоги 48°33′18″ пн. ш. 39°22′47″ сх. д. / 48.554888° пн. ш. 39.379731° сх. д.                                        | Перше богослужіння було відправлене у 2001 р. Богослужіння проводяться у спеціально пристосованому для молитовних цілей вагончику. |            |
| 15     | Церква в ім'я Леушинської ікони Божої матері (УПЦ МП)                                                     | на «Горі» (вул. Мечникова) 48°31′36″ пн. ш. 39°18′35″ сх. д. / 48.526738° пн. ш. 39.309828° сх. д.                                          | Храм освячений на честь ікони Божої Матері «Аз єсмь с вами і ніктоже на ви» |            |
| 16     | Храм святого Луки Кримського (УПЦ МП)                                                                     | Гостра Могила 48°30′41″ пн. ш. 39°22′32″ сх. д. / 48.511288° пн. ш. 39.375579° сх. д.                                                       | |            |
| 17     | Миколаївський собор (УПЦ МП, УСЦ, УПЦ МП)                                                                 | 1841, Соборний (Червоний) майдан 48°34′28″ пн. ш. 39°18′02″ сх. д. / 48.574546° пн. ш. 39.300544° сх. д.                                    | Кам'яний храм в ім'я святителя Миколая у місті збудували 1841 р. У парафії діяло шість шкіл: церковнопарафіяльна, міщанська, приватна, Пушкінська і дві сільські, окремо для хлопців і дівчат. 9 грудня 1929 р. президія міськради закрила храм і постановила пристосувати споруду під Будинок червоноармійців і партизан. Собор, в якому після закриття проводили випробування авіаційних двигунів, був зруйнований приблизно в 1935 р. Зараз на цьому місці розташований Будинок техніки, а колишня Соборна площа називається Красною. Парафію відродили у період німецької окупації, але 10 жовтня 1949 р. влада знову закрила собор. |            |
| 18     | Миколо-Преображенський собор на Гусинівці (УПЦ МП)                                                        | 1951, Гусинівка 48°34′31″ пн. ш. 39°19′20″ сх. д. / 48.575231° пн. ш. 39.322324° сх. д.                                                     | Після закриття Миколаївського собору 1949 р. і вилучення церковної будівлі вірянам дозволили побудувати новий молитовний будинок за умов, що він розташовуватиметься в приватному секторі вдалині від залюднених вулиць. Миколо-Преображенську церкву, названу в пам'ять про зруйновані Миколаївський і Преображенський храми, спорудили на вулиці Інтернаціональній (район Гусиновки). Церковну будівлю освятив єпископ Никон 15 лютого 1951 р. 1989 р. збудовано церковний будинок, а 1995 р. споруджена каплиця в ім'я преподобного Никона, ігумена Радонезького, небесного покровителя шанованого православними луганцями архієпископа Ворошиловградського Никона. У парафії діє недільна школа.                                                                                       |            |
| 19     | Михайлівська церква (УПЦ КП)                                                                              | 2001, вул. Ленінградська, 2 | Громаду Луганської єпархії УПЦ КП зареєстрували 23 березня 2001 р. |            |
| 20     | Молитовний будинок в ім'я Нестора Літописця на Гострій Могилі (УПЦ МП)                                    | 2001, Гостра Могила 48°31′21″ пн. ш. 39°21′34″ сх. д. / 48.522521° пн. ш. 39.359320° сх. д.                                                 | Громада зареєстрована 23 березня 2001 р. Перша літургія була відправлена 19 грудня 2001 р. Відправи проводять у спеціально пристосованому для молитовних цілей вагончику. |            |
| 21     | Церква в ім'я Олександра Невського (УПЦ МП)                                                               | 2000, вул. Комбайна, 101-б 48°33′45″ пн. ш. 39°22′14″ сх. д. / 48.562497° пн. ш. 39.370671° сх. д.                                          | Релігійна громада зареєстрована 7 лютого 2000 р. неподалік від Східноукраїнського національного університету імені Володимира Даля. Богослужіння проводилися у спеціально пристосованому для молитовних цілей вагончику. За проектом А. Бондарева 2003 р. збудований кам'яний храм. |            |
| 22     | Олексіївська (тюремна) церква (УПЦ МП)                                                                    | Початок ХІХ ст., Гусинівка, СІЗО 48°34′26″ пн. ш. 39°19′55″ сх. д. / 48.573956° пн. ш. 39.331881° сх. д.                                    | Церква задовольняла релігійні потреби ув'язнених луганської тюрми. Вона була приписана до Преображенської парафії і штатних священнослужителів не мала. Церква скасована у радянські часи. На початку ХХІ ст. в СІЗО для в'язнів відкрили молитовну кімнату. |            |
| 23     | Церква в ім'я великомученика й цілителя Пантелеймона (УПЦ МП)                                             | 1996, вул. Краснодонська, 8 48°32′34″ пн. ш. 39°20′26″ сх. д. / 48.542836° пн. ш. 39.340668° сх. д.                                         | Релігійна громада заснована 23 жовтня 1996 р. Кам'яний храм збудований в Обласному онкологічному диспансері за ініціативою головного лікаря, громадського діяча Юрія Єненка. До парафії входять молитовні кімнати і будинки на честь Агапіта Києво-Печерської при обласній клінічній лікарні в кв. 50 років Оборони Луганська, 14, Кипріана та Юстини при психоневрологічному диспансері в кв. 50 років Оборони Луганська, 22, Ігнатія Брянчанинова у лікарня ветеранів ВВВ, «Всіх скорботних радість» у геріатричному пансіонаті (будинок престарілих). |            |
| 24     | Петропавлівський собор у Кам'яному Броді (УПЦ МП, УСЄЦ, УСЦ, УПЦ МП)                                      | XVIII ст., Кам'яний Брід 48°35′27″ пн. ш. 39°17′58″ сх. д. / 48.590751° пн. ш. 39.299370° сх. д.                                            | Парафія заснована у середині XVIII ст. Дерев'яна церква споруджена з благословення єпископа Білгородського та Обоянського Іоасафа Міткевича 1761 р. 1795 р. на місці старого був зведений новий храм. 1905 р. на кошти прихожан був збудований кам'яний храм з трьома престолами на честь апостолів Петра і Павла, Покрова Богородиці і Стрітення Господнього. 16 вересня 1926 р. парафія перейшла в юрисдикцію Української соборно-єпископської церкви, а згодом до обновленців. 13 грудня 1929 р. Президія ВУЦВК закрила храм. Будівлю пристосували під кіноклуб «Безбожник», з якого 1935 р. знесли дзвіницю. У серпні 1942 р. парафія відродилася. 6 березня 1950 р. єпископ Никон за вимогою влади розпорядився перенести кафедру з Миколаївського собору до Петропавлівського храму. |            |
| 25     | Покровська церква (УПЦ МП)                                                                                | кв. Степний 48°31′09″ пн. ш. 39°16′25″ сх. д. / 48.519202° пн. ш. 39.273693° сх. д.                                                         | Була розташована у приміщенні дитячої лікарні на вулиці Побідоносній. Згодом релігійну громаду звідти виселили. Кам'яний храм віряни звели на пустирі за кв. Степним. |            |
| 26     | Преображенська церква (УПЦ МП , УСЄЦ)                                                                     | 1897, Гусинівка 48°34′35″ пн. ш. 39°19′04″ сх. д. / 48.576366° пн. ш. 39.317756° сх. д.                                                     | Кам'яний храм з трьома престолами збудували 1897 р. на кошти прихожан. У лютому 1926 р. парафія перейшла в юрисдикцію Української соборно-єпископської церкви. 9 грудня 1929 р. президія міськради ухвалила рішення закрити церкву й обладнати її під кінотеатр. Храм висадили у повітря 1933 р. Через те місце, на якій стояла церква, 1934 р. пролягла перша у місті трамвайна лінія. У пам'ять про зруйновану церкву була названа збудована 1950 р. на вул. Інтернаціональній Миколо-Преображенська церква. |            |
| 27     | Церква в ім'я Сергія Радонезького (УПЦ МП)                                                                | 1997, вул. 2-а Червонопрапорна 48°31′57″ пн. ш. 39°16′35″ сх. д. / 48.532482° пн. ш. 39.276284° сх. д.                                      | Православна громада була зареєстрована 9 жовтня 1997 р. Богослужіння проводились у спеціально пристосованому для молитовних цілей вагончику. У грудні 2001 р. це приміщення було спалене. Зведена кам'яна будівля. |            |
| 28     | Церква в ім'я Серафима Саровського (УПЦ МП)                                                               | 1999, район Українського музично-драматичного театру 48°33′20″ пн. ш. 39°19′06″ сх. д. / 48.555471° пн. ш. 39.318470° сх. д.                | Храм розташований за Українським драматичним театром (колишнім палацом будівельників). Релігійна громада зареєстрована 5 травня 1999 р. Перша відправа відбулася 7 квітня 2000 р. у малому храмі на честь священномученика Кипріана та мучениці Юстини. Церкву на честь Серафима Саровського звели в липні 2005 р. Освячена 1 серпня 2005 р. у день преподобного Серафима Саровського. |            |
| 29     | Церква в ім'я святої Тетяни (УПЦ МП)                                                                      | вул. Херсонська 48°33′47″ пн. ш. 39°19′04″ сх. д. / 48.562991° пн. ш. 39.317880° сх. д.                                                     | Храм зведений на території ЛНУ імені Тараса Шевченка на пожертви православних християн. |            |
| 30     | Троїцький храм (кафедральний собор Луганської єпархії УПЦ КП)                                             | 2011, вул. Короленка, 92 48°32′45″ пн. ш. 39°15′58″ сх. д. / 48.545876° пн. ш. 39.266167° сх. д.                                            | Певний час місцева влада відмовляла надавати землю під забудову собору. Відтак патріарх Філарет, як приватна особа, купив дві ділянки, на яких у 2011–2013 рр. спорудили єпархіальне управління й Троїцький кафедральний собор Луганської єпархії УПЦ КП. Освячення головного собору єпархії здійснено патріархом Філаретом 20 липня 2013 р. |            |
| 31     | Троїцька церква (РПЦ, УСЄЦ)                                                                               | 1918, Кам'яний Брід 48°35′16″ пн. ш. 39°19′11″ сх. д. / 48.587803° пн. ш. 39.319725° сх. д.                                                 | Молитовня будувалась на Троїцькій площі (тепер Леніна). З кінця 20-х рр. парафія перебувала в юрисдикції Української соборно-єпископської церкви. 29 грудня 1934 р. президія міськради передала церковну будівлю школі № 16 для організації загальнорайонної показової майстерні політехнізації юнацтва. Але це рішення не було виконане. До дня зруйнування у церковному приміщенні розташовувався зерносклад. 20 серпня 1935 р. ВУЦВК затвердив рішення місцевих органів влади про закриття Троїцької церкви. Через деякий час храм висадили в повітря. 1998 р. робилася спроба відродити Троїцьку парафію. |            |
| 32     | Церква на честь ікони Божої Матері «Умиління» (УПЦ МП)                                                    | 2000, вул. Радянська 48°34′04″ пн. ш. 39°18′39″ сх. д. / 48.567819° пн. ш. 39.310842° сх. д.                                                | Молитовня розташована за пам'ятним знаком Божої Матері на території обласної дитячої клінічної лікарні. Православна громада отримала статус юридичної особи 4 липня 2000 р. 2011 р. фундамент освятив патріарх Московський Кирил. Храм звели у 2012–2013 рр. |            |
| 33     | Молитовний будинок в ім'я Усікновення Глави Іоанна (УПЦ МП)                                               | 1942, Третій кілометр 48°32′58″ пн. ш. 39°17′23″ сх. д. / 48.549314° пн. ш. 39.289684° сх. д.                                               | Парафію засновали під час Другої світової війни на вул. Петровського, 22. У січні 1960 р. місцеві органи влади порушували питання про ліквідацію молитовного будинку. Однак замість нього була закрита Казанська церква. Парафія охоплює район Третього кілометра. |            |
| 34     | Успенська церква (РПЦ)                                                                                    | Перша половина ХІХ ст., (Успенський майдан) 48°34′38″ пн. ш. 39°18′01″ сх. д. / 48.577161° пн. ш. 39.300220° сх. д.                         | Найперший храм у Луганську. Зведений 1821 р. У ньому задовольняли свої духовні потреби робітники Луганської ливарні. 1830 р. дерев'яна молитовня згоріла. Протягом 1840–1854 рр. замість неї спорудили кам'яний храм. Майдан на розі вул. Поштової та 10-ї лінії, де стояла церква, назвали Успенським. З другої половини ХІХ ст. церква не мала штатних священнослужителів і була приписана до Миколаївського собору. Будівництво нової споруди храму, розпочате у 10-х рр. ХХ ст., заборонили у роки антирелігійних гонінь. |            |
| 35     | Хрестовоздвиженська церква (УПЦ КП)                                                                       | 2000, вул. Урицького, 80-Г 48°32′59″ пн. ш. 39°17′47″ сх. д. / 48.549740° пн. ш. 39.296379° сх. д.                                          | Одна з громад Луганської єпархії УПЦ КП. На території парафії робились спроби заснувати Хрестовоздвиженський монастир. |            |
| 36     | Вознесенська церква (УПЦ МП, УСЄЦ, УПЦ МП)                                                                | 1791, Олександрівськ 48°35′08″ пн. ш. 39°11′06″ сх. д. / 48.585596° пн. ш. 39.185020° сх. д.                                                | Парафія була заснована 1791 р. Кам'яна церква збудована 1849 р. на кошти поміщика М. Сомова. 1927 р. громада підпорядкувалася Українській соборно-єпископській церкві. У 1937–1940 рр. Вознесенська церква залишилася в області єдиним діючим храмом. 1955 р. Вознесенську церкву включили до списку сакральних споруд області, які влада дозволила відвідувати іноземним делегаціям. |            |
| 37     | Церква святої Катерини (УПЦ МП, УСЦ, УПЦ МП)                                                              | початок ХХ ст., Щастя 48°43′56″ пн. ш. 39°14′22″ сх. д. / 48.732260° пн. ш. 39.239438° сх. д.                                               | Колишня церква Різдва Богородиці. 1924 р. громаду зареєстрували як обновленську. Парафія була скасована 1931 р. У травні 1935 р. церкву закрили. Релігійна громада відродилась 15 жовтня 1991 р. Церкву освятили в ім'я святої Катерини, оскільки на той момент парафіяни не знайшли жодних історичних відомостей про назву свого храму. |            |
| 38     | Молитовний будинок в ім'я Костянтина й Єлени (УПЦ МП)                                                     | 1996, Ювілейне 48°33′46″ пн. ш. 39°11′38″ сх. д. / 48.562671° пн. ш. 39.193865° сх. д.                                                      | Богослужіння правляться у спеціально пристосованому для молитовних цілей приміщенні, яке було освячено у жовтні 1996 р. |            |
| 39- 45 | Каплиці                                                                                                   | ХХ-ХХІ ст. | У Луганську на початку ХХ ст. одна каплиця була розташована на території Луганського патронного заводу. Згодом зруйнували. На рубежі ХХ-ХХІ ст. звели кілька божниць: біля УМВС в Луганській області на вул. Луначарського, на території ЛДУВС, пожежної частині № 1, податкової адміністрації, у кв. Комарова, на пл. Героїв ВВВ, Ювілейному тощо. |            |